# Famille de Patras
Pour les articles homonymes, voir Patras.
La famille de Patras est une ancienne famille noble, protestante, originaire du gapençais, éteinte au XVIIIe siècle. 

## Histoire
Famille anoblie en 1408 par Aynard et Renaud de Montauban, seigneurs du Dévoluy qui quitta la France pour La Haye à la Révocation de l'édit de Nantes en 1685.

## Personnalités
- Hugues de Patras, tué à la bataille de Verneuil en 1424.
- Jacob de Patras, gouverneur de Cracovie en 1716.
- Isaac de Patras, lieutenant-colonel des mousquetaires à cheval en 1718.
- Abraham de Patras, gouverneur général des Indes en 1735.
- Joseph de Patras, colonel des gardes du Stathouder en 1772.
- Antoine de Patras, député des Etats généraux des Provinces-Unies en 1789.

## Titres
- Seigneurs du Puy saint Michel.

## Armes
| Image | Armoiries |
| ----- | --- |
|       | Armes: D'azur à l'aigle d'argent au chef cousu de gueules, chargé de trois molettes d'argent (allias de trois étoiles d'or) - Cimier : quatre plumes d'autruches d'or. |

## Alliances notables
- Dauphiné : de Chabestan, de Combourcier, Olphi dit Galhard, de Boyer, de Tholozan, de Vaujany,
- Autre : Rozier de Linage, de Garcin de Chatelard, de Blanluz, Chovet de La Chance, du Hattoy, Gallin de Mornas.